# Wolfgang Linger
Wolfgang Linger (Hall in Tirol, 4 novembre 1982) è un ex slittinista austriaco, vincitore di una medaglia d'oro ai Giochi olimpici sia a Torino 2006 sia a Vancouver 2010.
È fratello di Andreas, a sua volta ex slittinista di alto livello.

## Biografia
Specialista del doppio gareggiò per tutto l'arco della sua carriera in coppia col fratello Andreas, condividendo con lui tutti i suoi successi.
Iniziò a competere per la nazionale austriaca nelle varie categorie giovanili inizialmente anche nella specialità del singolo, dove raggiunse la seconda piazza nella classifica finale della Coppa del Mondo giovani, per poi focalizzarsi esclusivamente nella specialità biposto, nella quale ottenne come migliori risultati quattro medaglie, delle quali una d'oro, ai campionati mondiali juniores e per due volte conseguì la vittoria nella classifica finale della Coppa del Mondo juniores.
A livello assoluto esordì in Coppa del Mondo nella stagione 1999/00, conquistò il primo podio il 25 novembre 2001 nel doppio a Lake Placid (3°) e la prima vittoria il 15 dicembre 2002 sempre nella specialità biposto ad Altenberg. In totale trionfò in sedici tappe di coppa (comprendendo anche le prove a squadre) e vinse la classifica generale nella specialità del doppio nel 2011/12.
Partecipò a quattro edizioni dei Giochi olimpici invernali: nel doppio giunse ottavo a Salt Lake City 2002, a Torino 2006 vinse la medaglia d'oro, a Vancouver 2010, occasione in cui insieme al fratello Andreas ebbe l'onore di sfilare quale portabandiera della delegazione austriaca durante la cerimonia inaugurale, riuscì a bissare il titolo; a Soči 2014 salì ancora sul podio ottenendo la medaglia d'argento. In quest'ultima edizione colse inoltre il settimo posto nella gara a squadre, in quella che fu la sua ultima competizione a livello internazionale.
Prese parte altresì a dodici edizioni dei campionati mondiali, aggiudicandosi cinque medaglie, delle quali tre d'oro nella specialità biposto: a Sigulda 2003, a Cesana Torinese 2011 e ad Altenberg 2012. Nelle rassegne continentali ottenne la vittoria nel doppio a Sigulda 2010 ed in altre sei occasioni riuscì a salire sul podio.

## Palmarès

### Olimpiadi
- 3 medaglie:
  - 2 ori (doppio a Torino 2006; doppio a Vancouver 2010);
  - 1 argento (doppio a Soči 2014).

### Mondiali
- 5 medaglie:
  - 3 ori (doppio a Sigulda 2003; doppio a Cesana Torinese 2011; doppio ad Altenberg 2012);
  - 2 bronzi (gara a squadre a Sigulda 2003; doppio a Whistler 2013).

### Europei
- 7 medaglie:
  - 1 oro (doppio a Sigulda 2010);
  - 3 argenti (doppio, gara a squadre a Cesana Torinese 2008; gara a squadre a Sigulda 2010);
  - 3 bronzi (doppio, gara a squadre ad Oberhof 2004; doppio a Sigulda 2014).

### Campionati mondiali juniores
- 4 medaglie:
  - 1 oro (gara a squadre ad Igls 1999);
  - 3 bronzi (gara a squadre ad Altenberg 2000; doppio, gara a squadre a Lillehammer 2001).

### Coppa del Mondo
- Vincitore della Coppa del Mondo nella specialità del doppio nel 2011/12.
- 58 podi (40 nel doppio, 18 nelle gare a squadre):
  - 16 vittorie (15 nel doppio, 1 nelle gare a squadre);
  - 20 secondi posti (7 nel doppio, 13 nelle gare a squadre);
  - 22 terzi posti (18 nel doppio, 4 nelle gare a squadre).

#### Coppa del Mondo - vittorie
| Data             | Luogo        | Paese       | Disciplina                                                          |
| ---------------- | ------------ | ----------- | ------------------------------------------------------------------- |
| 15 dicembre 2002 | Altenberg    | Germania    | Doppio con Andreas Linger                                           |
| 16 novembre 2003 | Sigulda      | Lettonia    | Doppio con Andreas Linger                                           |
| 23 novembre 2003 | Altenberg    | Germania    | Doppio con Andreas Linger                                           |
| 14 novembre 2004 | Altenberg    | Germania    | Doppio con Andreas Linger                                           |
| 17 novembre 2007 | Lake Placid  | Stati Uniti | Doppio con Andreas Linger                                           |
| 7 dicembre 2008  | Sigulda      | Lettonia    | Gara a squadre con Daniel Pfister, Nina Reithmayer e Andreas Linger |
| 12 dicembre 2009 | Lillehammer  | Norvegia    | Doppio con Andreas Linger                                           |
| 27 novembre 2010 | Igls         | Austria     | Doppio con Andreas Linger                                           |
| 18 dicembre 2010 | Park City    | Stati Uniti | Doppio con Andreas Linger                                           |
| 22 gennaio 2011  | Altenberg    | Germania    | Doppio con Andreas Linger                                           |
| 12 febbraio 2011 | Paramonovo   | Russia      | Doppio con Andreas Linger                                           |
| 19 febbraio 2011 | Sigulda      | Lettonia    | Doppio con Andreas Linger                                           |
| 9 dicembre 2011  | Whistler     | Canada      | Doppio con Andreas Linger                                           |
| 28 gennaio 2012  | Sankt Moritz | Svizzera    | Doppio con Andreas Linger                                           |
| 18 febbraio 2012 | Sigulda      | Lettonia    | Doppio con Andreas Linger                                           |
| 20 gennaio 2013  | Winterberg   | Germania    | Doppio con Andreas Linger                                           |

### Coppa del Mondo juniores
- Vincitore della Coppa del Mondo juniores nella specialità del doppio nel 1997/98 e nel 1998/99.

### Coppa del Mondo giovani
- Miglior piazzamento in classifica generale nel singolo: 2° nel 1998/99.